# Fröndenberg/Ruhr
Fröndenberg (phát âm tiếng Đức: [ˈfʁœndənbɛʁk]) là một thị xã ở huyện Unna, trong Nordrhein-Westfalen, Đức.
Fröndenberg tọa lạc trong thung lũng Ruhr, khoảng 20 km về phía đông nam của huyện lỵ Unna, gần Hönne.

## Các đô thị giáp ranh
- Unna
- Wickede
- Menden
- Schwerte
- Holzwickede

## Thành phố kết nghĩa
- Bruay-la-Buissière (Pas-de-Calais, Pháp)
- Winschoten (Hà Lan)
- Hartha (Đức)